# Yuma Aoyagi
Yuma Aoyagi (青柳 優馬 Aoyagi Yūma?, nacido el 2 de noviembre de 1995) es un luchador profesional japonés. Es mejor conocido por su trabajo en All Japan Pro Wrestling.

## Campeonatos y logros
- All Japan Pro Wrestling

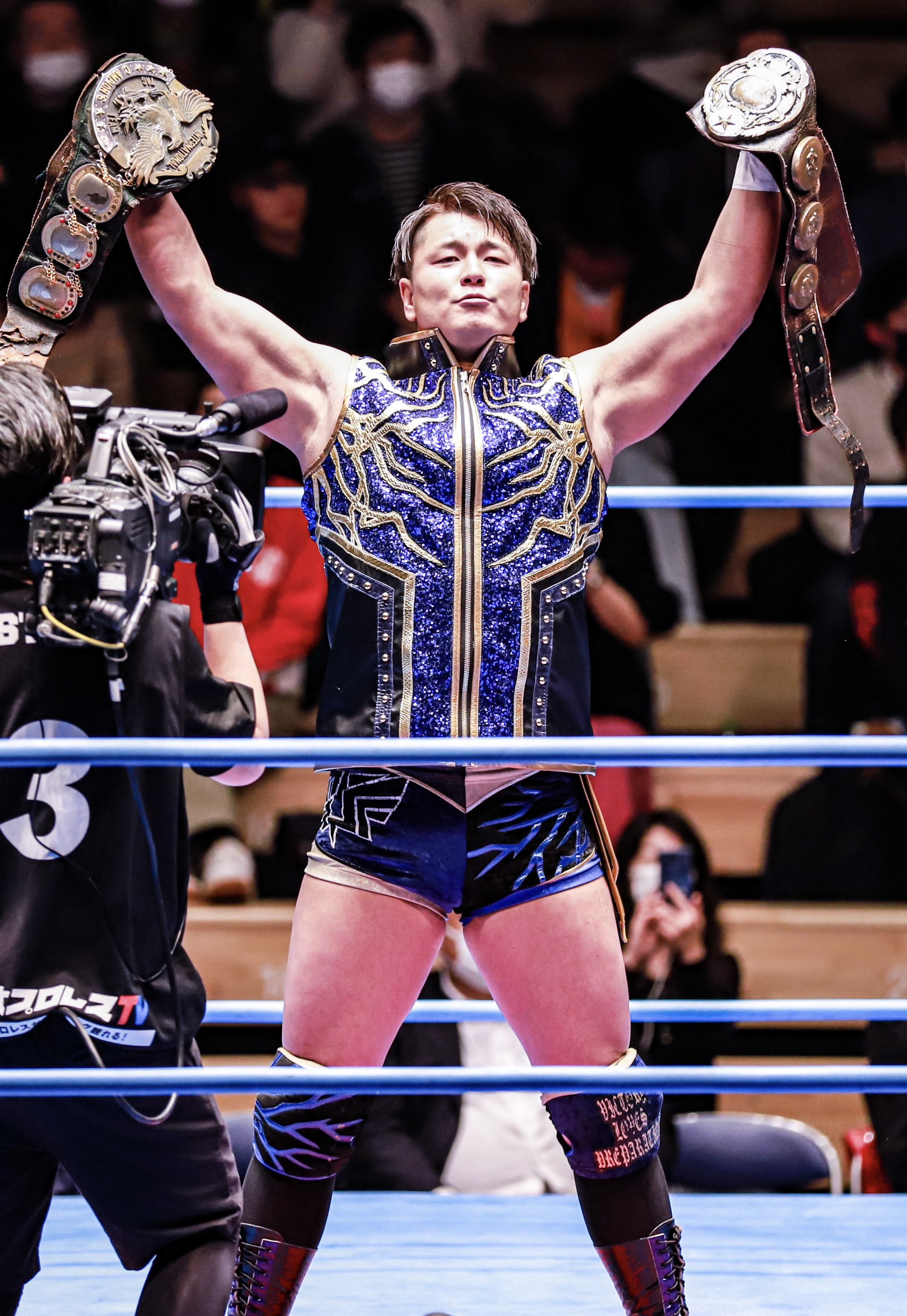
Aoyagi es un ex-Campeón Mundial en Parejas...

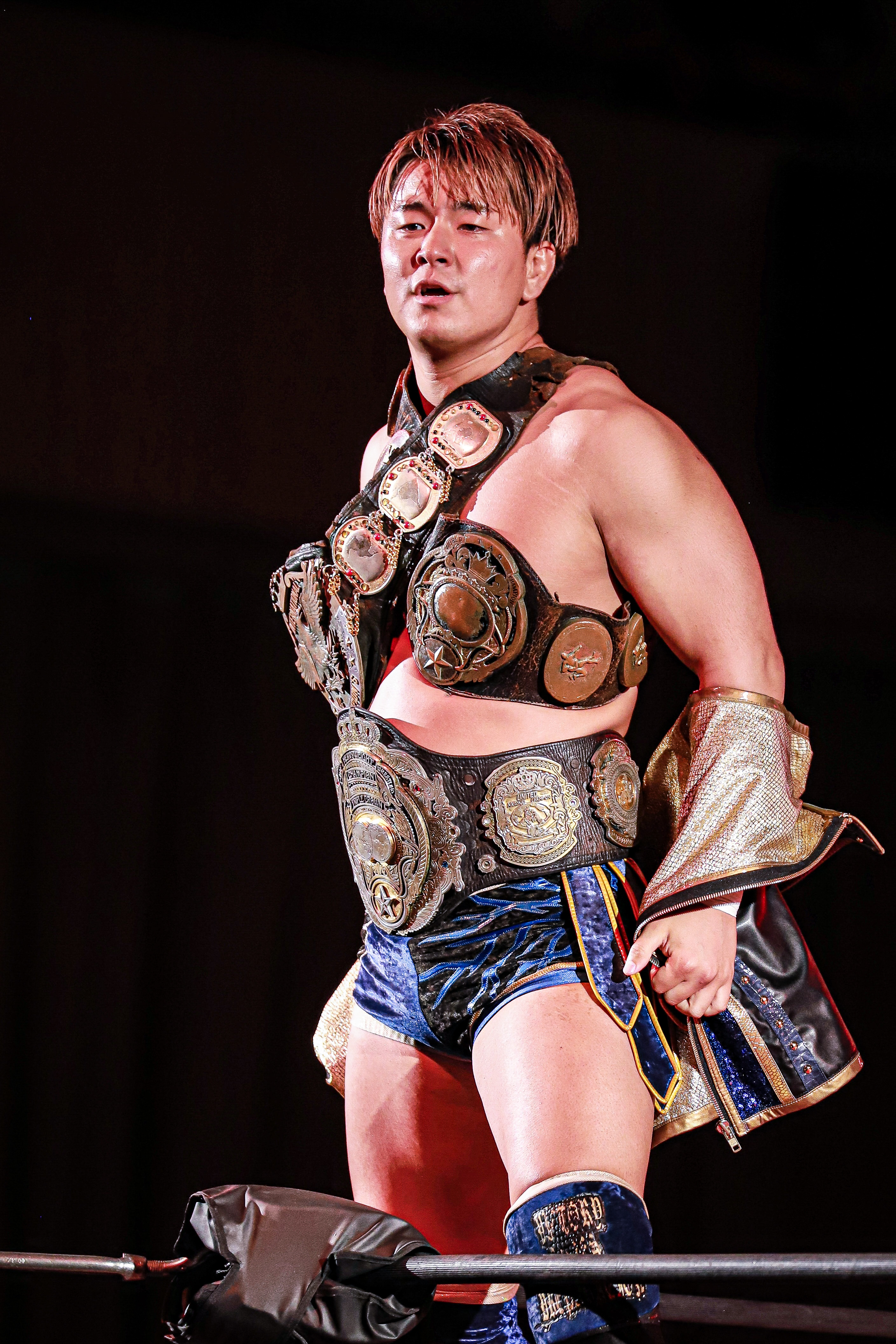
... y un ex-Campeón Peso Pesado de la Triple Corona de AJPW

  - Triple Crown Heavyweight Championship (2 veces)
  - All Asia Tag Team Championship (2 veces) – con Naoya Nomura[2]
  - World Tag Team Championship (3 veces) – con Kento Miyahara (2) y Naoya Nomura (1)
  - World's Strongest Tag Determination League (2020, 2021) – con Kento Miyahara
  - January 2 Korakuen Hall Heavyweight Battle Royal (2016)
  - Nemuro Shokudō Cup 6-Man Tag Tournament (2017) – con Kento Miyahara & Jake Lee
  - Champion Carnival (2022)

- Tenryu Project
  - Tenryu Project United National Heavyweight Tag Team Championship (1 vez) – con Atsuki Aoyagi
- Tokyo Sports
  - Newcomer Award (2017)[3]
  - Technique Award (2023)[4][5]
- Pro Wrestling Illustrated
  - Situado en el n.º 94 de los 500 luchadores individuales del PWI 500 en 2022[6]